# Omomiłek dębowy
Omomiłek dębowy (Metacantharis clypeata) – gatunek chrząszcza z rodziny omomiłkowatych i podrodziny Cantharinae.

## Taksonomia
Gatunek ten opisany został po raz pierwszy w 1798 roku przez Johanna K.W. Illigera pod nazwą Cantharis clypeata.

## Morfologia
Chrząszcz o wydłużonym ciele długości od 6,5 do 10 mm. Głowę ma na przedzie żółtą, a dalej czarną. Przedplecze ma wypukłą krawędź przednią, szeroko zaokrąglone kąty przednie, oraz lepiej zaznaczone, ale niewystające, zaokrąglone kąty tylne.  Ubarwienie ma bladożółte z rozległą czarną plamą. Kolor tarczki jest czarny. Pokrywy mogą być w całości bladożółte lub bladożółte z brązowo przyciemnionym szwem. Ich powierzchnię cechuje rozległe, grube ziarenkowanie i rozproszone owłosienie. Odnóża są żółtego koloru. U samców przednie pazurki wszystkich par odnóży są rozwidlone, u samic zaś wszystkie pazurki są niezmodyfikowane.

## Ekologia i występowanie
Owad rozmieszczony od nizin po wyżyny, dochodzący do rzędnych około 1900 m n.p.m. Jest kserofilem, przypuszczalnie stanowiąc relikt klimatu chłodnego i suchego. Zasiedla pobrzeża lasów, zarośla, murawy kserotermiczne i przydroża. Osobniki dorosłe obserwuje się od kwietnia do lipca. Chętnie odwiedzają kwitnące sosny i głogi. Poza tym najczęściej przysiadają na liściach drzew i krzewów liściastych, zwłaszcza dębów.
Gatunek palearktyczny. W Europie znany jest z Hiszpanii, Wielkiej Brytanii, Francji, Niemiec, Szwajcarii, Austrii, Włoch, Litwy, Polski, Czech, Słowacji, Węgier, Ukrainy, Serbii, Czarnogóry, Bułgarii, Albanii, Grecji i europejskiej części Rosji. W Afryce stwierdzony został w Algierii. W Azji notowany jest z Turcji, Abchazji, Gruzji, Armenii, Kazachstanu oraz Iranu.